# Vaux-sous-Aubigny
Vaux-sous-Aubigny és un municipi francès situat al departament de l'Alt Marne i a la regió del Gran Est. L'any 2007 tenia 663 habitants.

## Demografia

### Població
El 2007 la població de fet de Vaux-sous-Aubigny era de 663 persones. Hi havia 258 famílies de les quals 72 eren unipersonals (28 homes vivint sols i 44 dones vivint soles), 55 parelles sense fills, 103 parelles amb fills i 28 famílies monoparentals amb fills.
La població ha evolucionat segons el següent gràfic:
Habitants censats

### Habitatges
El 2007 hi havia 328 habitatges, 269 eren l'habitatge principal de la família, 27 eren segones residències i 32 estaven desocupats. 263 eren cases i 63 eren apartaments. Dels 269 habitatges principals, 148 estaven ocupats pels seus propietaris, 114 estaven llogats i ocupats pels llogaters i 7 estaven cedits a títol gratuït; 2 tenien una cambra, 19 en tenien dues, 41 en tenien tres, 86 en tenien quatre i 121 en tenien cinc o més. 190 habitatges disposaven pel capbaix d'una plaça de pàrquing. A 124 habitatges hi havia un automòbil i a 112 n'hi havia dos o més.

### Piràmide de població
La piràmide de població per edats i sexe el 2009 era:
| Homes | Edats   | Dones |
| ----- | ------- | ----- |
| 0     | 95 o +  | 0     |
| 0     | 90 a 94 | 4     |
| 0     | 85 a 89 | 0     |
| 0     | 80 a 84 | 4     |
| 8     | 75 a 79 | 12    |
| 12    | 70 a 74 | 24    |
| 16    | 65 a 69 | 12    |
| 8     | 60 a 64 | 16    |
| 16    | 55 a 59 | 20    |
| 28    | 50 a 54 | 16    |
| 28    | 45 a 49 | 16    |
| 20    | 40 a 44 | 40    |
| 28    | 35 a 39 | 32    |
| 32    | 30 a 34 | 36    |
| 16    | 25 a 29 | 24    |
| 16    | 20 a 24 | 4     |
| 28    | 15 a 19 | 16    |
| 32    | 10 a 14 | 24    |
| 60    | 5 a 9   | 16    |
| 36    | 0 a 4   | 16    |

## Economia
El 2007 la població en edat de treballar era de 443 persones, 335 eren actives i 108 eren inactives. De les 335 persones actives 301 estaven ocupades (169 homes i 132 dones) i 34 estaven aturades (9 homes i 25 dones). De les 108 persones inactives 38 estaven jubilades, 43 estaven estudiant i 27 estaven classificades com a «altres inactius».

### Ingressos
El 2009 a Vaux-sous-Aubigny hi havia 279 unitats fiscals que integraven 703,5 persones, la mediana anual d'ingressos fiscals per persona era de 16.442 €.

### Activitats econòmiques
Dels 48 establiments que hi havia el 2007, 2 eren d'empreses alimentàries, 2 d'empreses de fabricació d'altres productes industrials, 4 d'empreses de construcció, 14 d'empreses de comerç i reparació d'automòbils, 2 d'empreses de transport, 4 d'empreses d'hostatgeria i restauració, 3 d'empreses financeres, 2 d'empreses de serveis, 13 d'entitats de l'administració pública i 2 d'empreses classificades com a «altres activitats de serveis».
Dels 11 establiments de servei als particulars que hi havia el 2009, 1 era una oficina de correu, 2 oficines bancàries, 2 tallers de reparació d'automòbils i de material agrícola, 2 paletes, 1 fusteria, 1 perruqueria i 2 restaurants.
Dels 8 establiments comercials que hi havia el 2009, 2 eren botiges de menys de 120 m², 1 una botiga de menys de 120 m², 2 carnisseries, 1 una botiga de mobles i 2 floristeries.
L'any 2000 a Vaux-sous-Aubigny hi havia 5 explotacions agrícoles.

## Equipaments sanitaris i escolars
El 2009 hi havia una escola elemental.

## Poblacions més properes
El següent diagrama mostra les poblacions més properes.